# Suecado
Filmes suecados são regravações de famosos filmes de modo artesanal, independentes e com um baixíssimo orçamento. Tal prática foi batizada de "sweeded" ou em português: "suecar".
Os filmes suecados são elaborados sem a intenção de parodiar e sim refazer produções cinematográficas de grande sucesso de modo a divertir e entreter, com uma produção criativa e amadora, o mesmo enredo do filme copiado de forma cômica e em filmagens de natureza rústicas, tecnicamente. Suas locações em nada lembram os originais e sempre utilizam atores amadores ou quase amadores. Outra característica do filme suecado é o seu tempo de duração. Geralmente não passam de simples curta-metragens.
O diretor francês Michel Gondry é um dos principais geradores e incentivadores deste gênero de produção. Em seu filme Be Kind Rewind (Rebobine, por favor), descreve o ambiente e a forma que o gênero suecado é produzido e o próprio diretor já atuou em suecados, como em "Suecou", uma reprodução de "Taxi Driver", de Martin Scorsese.
Este gênero de filme é moda na internet, sendo postados em sites de vídeo online e em alguns casos tendo inúmeras versões de uma mesmo filme.